# 스미요시촌 (효고현)
스미요시촌(住吉村)은 효고현 무코군에 있던 촌이다. 현재의 고베시 히가시나다구에 해당한다.. 1899년부터 1950년까지 고베시와 합병할 때까지 존재했다.

## 역사
- 1889년 4월 1일 - 정촌제 시행에 의해 우바라군 스미요시촌이 성립하였다.
- 1896년 4월 1일 - 군 통합에 의해 무코군이 성립하여 소속이 변경되었다.

## 교통

### 철도
- 일본국유철도 (현 서일본 여객철도)
  - 도카이도 본선
- 한신 전기 철도

- - 본선
  - 고쿠도선

### 도로
- 서국 본가도 (현 국도 제2호선)
- 서국 하마가도 (현 국도 제43호선)

## 참고문헌
- 武庫郡教育会編『武庫郡誌』武庫郡教育会、1921年。
- 人事興信所編『人事興信録 第12版 上』人事興信所、1939年。
- 人事興信所編『人事興信録 第14版 上』人事興信所、1943年。
- 角川日本地名大辞典編纂委員会編『가도카와 일본 지명 대사전 28 兵庫県』角川書店、1988年。